# DRBFM
DRBFM（英: Design Review Based on Failure Mode）はトヨタ自動車が開発したツール。このツールは、すでに成功していることが証明されている既存のエンジニアリング設計に変更を加えると設計の問題が発生するという哲学に基づいて開発された。

## 方法論
DRBFM方法論は、品質の専門家であり、九州大学の教授の吉村達彦によって開発された。吉村は、適切なレベルの裏付書類なしで変更を加えると、設計上の問題が発生することを知っていた。未然防止の哲学を使用して、彼はDRBFMの彼自身の哲学を作成した。
吉村は、多くの企業でDRBFMの開発と使用をサポートした。彼は、DRBFMの使用を実施する会社がより良い会社になると信じている。彼は、DRBFMの実施には、エンジニアリング機能要件と顧客の期待に応えることによって顧客に価値を付加するという1つの目標に対する全員の規律と関与が必要であると考えている。
DRBFMの哲学は、GD3（GDキューブ）と呼ばれる次の3つの概念に重点を置いている。
- 良い設計（Good Design）
- 良いディスカッション（Good Discussion）
- 良い観察（Good Dissection）

DRBFM方法論は、SAE（Society of Automotive Engineers）およびAIAG（Automotive Industry Action Group）によって文書化されたプロセスとして認められている。SAE J2886 DRBFM推奨プラクティスは2013年に発行され、AIAGDRBFMリファレンスガイドは2014年9月に発行された。Bill Haugheyは、SAE委員会とAIAG委員会の両方の委員長であり、両方のドキュメント内でDRBFMプロセスを一貫して適用できるようにしている。

### 良い設計
信頼性の基本は、設計を変更することではない。したがって、吉村は、設計が変更された場合、変更は少しずつ発生する必要があると考えている。設計の混乱は、部品間のインターフェースやシステム間の相互作用に影響を与える変更の実装の不連続性によって引き起こされる。2つの異なる場所で同時に設計を変更するべきではない。変更が速すぎると、障害を検出する能力よりも早く障害が発生する可能性があるためである。変更を成功させるための1つの鍵は、変更を可視化することである。

### 良いディスカッション
議論では、設計に対する提案された変更に集中する必要がある。実証済みの優れた設計が将来の製品に適用される場合、失敗のリスクは低くなる。ただし、既存の設計に変更を加えると、失敗する可能性が高くなる。
吉村は、変化を軽視するのではなく、変化を理解するために働くように個人にアドバイスしている。彼はまた、検証テストが設計の弱点を特定するのに役立つ可能性があるとアドバイスしている。彼はまた、予備的な設計レビューで行われた良い議論が同じ結果を達成することができると述べている。吉村がここで言及している良い議論は、DRBFM（Design Review Based on Failure Mode）としても知られている。
DRBFMの分析は、優れた設計レビューとFMEAの間のリンクをモデルにしている。包括的でよくできたFMEAは、DRBFMの範囲を決定するための入力（および方法論で定義された他の多くの準備シート）の1つと見なすことができるが、焦点は変更とインターフェイスに基づいているため、FMEAは必要ない。DRBFMは、製品のあらゆるレベル（設計、プロセス、サプライヤーなど）での変更の新規性に基づいて実施される。DRBFMの目的は、これらの変更について詳細に説明することで、これらの変更を可視化することである。また、QCD（品質、価格、納期）に影響を与える可能性のある障害について考えられるすべての懸念事項についても説明する。

### 良い観察
GD3概念の3番目。優れた設計レビューの目的の1つは、検証テストの結果を調べて、すべての製品の弱点を明らかにすることである。この試験には、別のGD3コンセプトであるDRBTR（Design Review Based on Test Results）の適用が含まれる。DRBTRを適用する場合、可能な限り、事前、実施中、および完了後に製品テストを遵守する必要がある。DRBTRは、検証（テスト）エンジニアを探して、DRBTRレビューのレビューを主導し、テストされた部分を調べて、発生しそうな問題の芽を探す（テストの失敗は明らか）。DRBTRは、設計者とテストエンジニアが、部門の枠を超えた多視点アプローチからの潜在的な問題（観察）または弱点について話し合い、この情報を共有することを推奨する。DRBTRでは、設計者が実際のテストピースを観察し、設計レビューなどのオープンディスカッションでテスト結果について話し合う。さらに、テスト結果を分析するときは、生産のばらつき、テストプロファイル、および製品の期待される品質と信頼性の目標を考慮する必要がある。このプロセスは、Bill Haugheyの電子書籍で詳細に定義されている。